# Comuna Petrivka-Romenska, Hadeaci
Petrivka-Romenska (în ucraineană Петрівка-Роменська) este o comună în raionul Hadeaci, regiunea Poltava, Ucraina, formată din satele Baleasne, Petrivka-Romenska (reședința) și Veneslavivka.

## Demografie
Componența lingvistică a comunei Petrivka-Romenska
     Ucraineană (96,75%)
     Rusă (2,62%)
     Alte limbi (0,36%)
Conform recensământului din 2001, majoritatea populației comunei Petrivka-Romenska era vorbitoare de ucraineană (96,75%), existând în minoritate și vorbitori de rusă (2,62%).